# 2010-es magyarországi országgyűlési választás
A 2010-es magyarországi országgyűlési választás volt a hatodik a rendszerváltás után. Sólyom László köztársasági elnök január 22-én tűzte ki a választás napját: az első fordulóra április 11-én, a másodikra április 25-én került sor.
A választás eredményeképpen a 4 párt és egy független jelölt jutott be a parlamentbe: Fidesz-KDNP (263 fő), MSZP (59 fő), Jobbik (47 fő), LMP (16 fő) és a független Molnár Oszkár.

## Választási rendszer

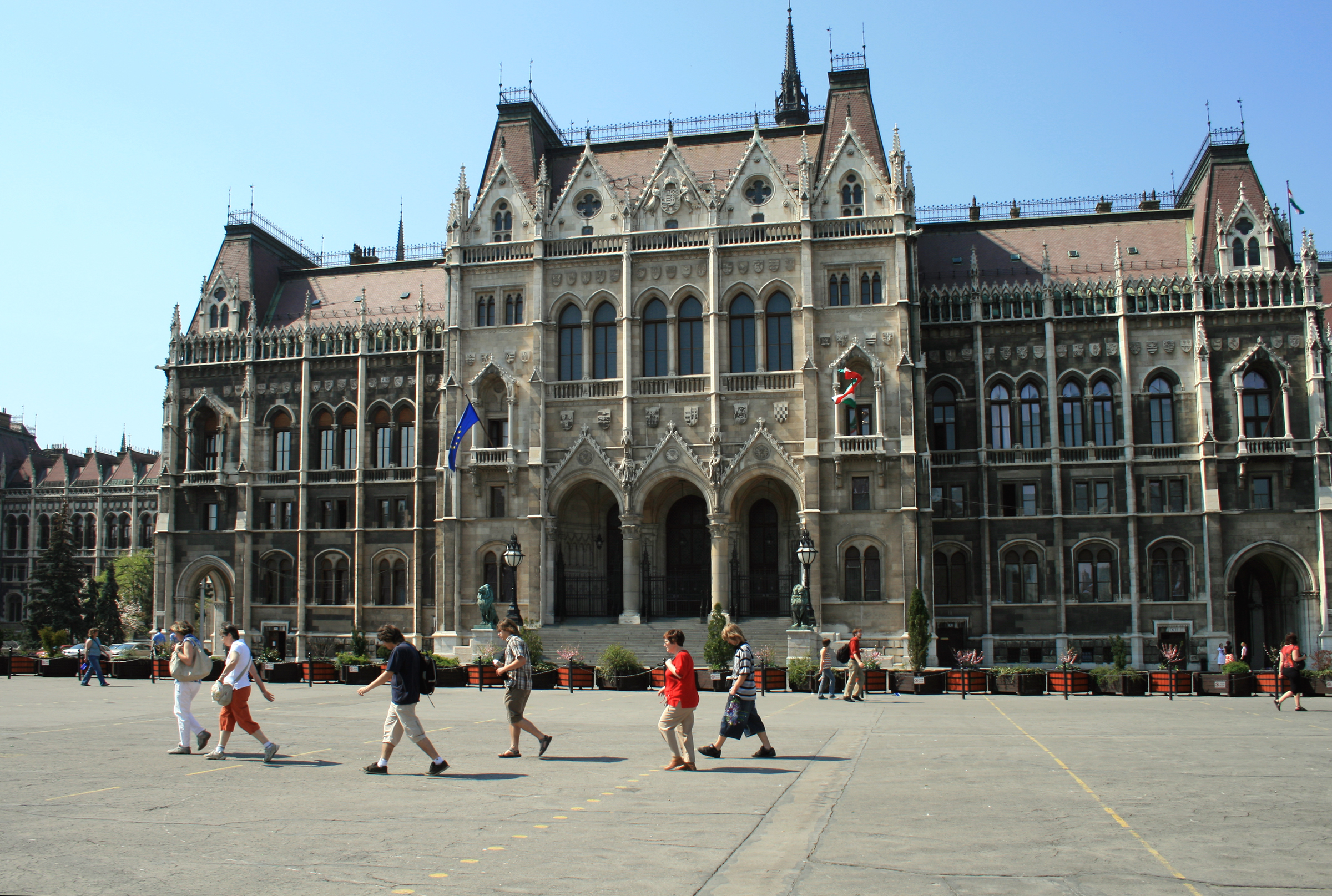
Az Országház főbejárata

A magyar választás 2010-ben kétfordulós, kétszavazatos, a töredékszavazatokat visszaszámláló rendszer volt, amely kombinálta a többségi (egyéni) és az arányos (pártlistás) mandátumokat. A 386 fős parlamentbe 176-an egyéni választókerületből, minimum 58-an országos és maximum 152-en területi pártlistákról juthattak be. Pártlistáról akkor lehetett mandátumot szerezni, ha az adott listára országosan több mint 5%-nyi szavazatot adtak le.
A választók közvetlenül a lakóhelyük szerinti egyéni jelöltekre és területi listákra (19 megyei és 1 fővárosi) szavaztak. Az országos listákra közvetlenül nem lehetett szavazni: ezeken az úgynevezett töredékszavazatokat gyűjtötték össze.
Egyéni képviselőjelölt az lehetett, aki legalább 750 ajánlószelvényt tudott összegyűjteni. Területi listát azok a pártok állíthattak, amelyek a területhez tartozó egyéni kerületek legalább negyedében, de legalább két kerületben tudtak jelöltet állítani. Országos listát azok a pártok állíthattak, amelyeknek legalább hét területi listája volt.
A rendszer egyik problémája az volt, hogy az egyéni választókerületek határai 1989 óta változatlanok voltak, miközben az egyes térségek lakossága változott: 2010-ben a legkevesebb és a legtöbb szavazót magába foglaló körzet között már 2,5-szeres volt a különbség. Ennek orvoslására 2005-ben az Alkotmánybíróság kötelezte az Országgyűlést 2007-es határidővel, de erre végül csak 2012-ben került sor az új választási törvény elfogadásával.

### A választás időpontja
A választásra az Alkotmány alapján az előző Országgyűlés megválasztását követő negyedik év április vagy május havában kerül sor. A konkrét időpontot a köztársasági elnök jelöli ki, legkésőbb 72 nappal a szavazás időpontja előtt. A szavazás napja nem eshet nemzeti ünnepre vagy munkaszüneti napra, illetve az azok előtti vagy utáni napra. A választást a szokásjog szerint vasárnap szokták tartani. Sólyom László korábbi nyilatkozataiban egyértelművé tette, hogy a lehető legkorábbi időpontra tervezi kitűzni a választást, és ennek megfelelően is cselekedett (április első vasárnapja húsvétra esett, így az nem jöhetett szóba).
Ugyanakkor a külképviseleti szavazásra kijelölt egyik nap éppen ez az április 4-e, húsvét vasárnapja volt, ami munkaszüneti nap előtti nap és az 1989. évi XXXIV. törvény (választási törvény) 47. § (2) pontja szerint tiltott nap.
Végül, az első forduló április 11-én, a második forduló április 25-én volt.

### Szavazás külföldön
Azok is szavazhattak, akik nem tartózkodtak Magyarország területén. A külképviseleti névjegyzékbe 2010. március 19-ig lehetett kérni a felvételt. Az első fordulós szavazás a magyarországinál egy héttel korábban, országonként változó módon április 3-án vagy 4-én, a második forduló pedig április 24-én vagy 25-én volt.

## Előzmények
A 2006-os országgyűlési választás után Gyurcsány Ferenc alakított kormányt az MSZP és az SZDSZ támogatásával. Miután szeptember 17-én kiszivárgott az MSZP-frakció előtt elmondott, őszödi beszéd néven elhíresült beszéde, tiltakozások és utcai zavargások kezdődtek. Az ellenzék Gyurcsány lemondását követelte, de az Országgyűlés október 6-án bizalmat szavazott neki.
A kormány számára kudarccal végződő 2008-as népszavazás után Gyurcsány felmentette Horváth Ágnes egészségügyi minisztert, Orbán Viktor pedig egy előrehozott választás szükségességéről beszélt. A miniszter felmentésére válaszul az SZDSZ 2008. április 30-i hatállyal kilépett a koalícióból.
2009 februárjában a Fidesz kezdeményezte az Országgyűlés feloszlatását és előrehozott választást, ezt azonban a parlamenti többség elutasította.
Miután az SZDSZ is meglebegtette az előrehozott választás lehetőségét, 2009. március 21-én Gyurcsány Ferenc bejelentette, hogy konstruktív bizalmatlansági indítvánnyal távozni kíván a kormány éléről. Ezután a Fidesz mellett Sólyom László köztársasági elnök és Medgyessy Péter korábbi szocialista miniszterelnök is új választást sürgetett. Erre azonban nem került sor, mivel az MSZP és az SZDSZ támogatta Bajnai Gordon kormányalakítását.
Az előrehozott választás igénye még 2009 őszén is felbukkant, hírlapi értesülések szerint a 2010-es költségvetés elfogadása után oszlathatták volna fel a parlamentet.

## Kampány

### Előkészületek
A szocialisták már 2009 tavaszán elfogadták budapesti listájukat, és bár októberben felmerült módosításának lehetősége, ezt végül nem tették meg.
2009. november 2-án az LMP ajánlószelvény-regisztrációval megkezdte felkészülését. November közepén az MSZP sikerkampányba kezdett óriásplakátokon, sajtóhirdetéseken és a háztartásokba eljuttatott brosúrákon. Néhány héttel később a Fidesz szintén óriásplakátokon kampányolt. 2017-ben kimutatták, hogy az Állami Számvevőszéknek beadott jelentésben a Fidesz a ténylegesnél kisebb kampányköltést tüntetett fel, és így egyes vélemények szerint választási csalással jutott 2/3-hoz.
A Fidesz egyéni választókerületi jelöltjeiről hónapokig egyeztettek Orbán Viktor pártelnök felcsúti házában. A jelöltek névsorát december 14-én fogadta el a párt választmánya; a 176 választókerület csaknem kétharmadában az a jelölt indult, aki 2006-ban is. December 17-én a Jobbik bejelentette, hogy miniszterelnök-jelöltjük Vona Gábor lesz, Morvai Krisztinát pedig köztársasági elnöknek jelölik.
Január elején információk láttak napvilágot arról, hogy az MDF és az SZDSZ választási együttműködésre készül. Bár az érintettek ezt először tagadták, január 12-én az MTI megerősítette, hogy a körvonalazódó megállapodás szerint az MDF listáján befutó helyet kaphatnak SZDSZ-es politikusok. Az Index úgy értesült, hogy az együttműködés az egyéni választókerületekre is kiterjed; az MDF-nek az együttműködés a szabad demokraták szervezeti háttere és pénzügyi támogatói miatt előnyös. Sajtóhírek szerint ezen a listán a Kapolyi László vezette Magyarországi Szociáldemokrata Párt is helyeket kapott volna.
A Fidesz-KDNP január 14-én önkéntestoborzásba kezdett, és ehhez köztéri plakátokat is felhasznált. A felhívásra a párt tájékoztatása szerint január 28-ig több mint ötvenezer önkéntes jelentkezett, és 41 ezer ember összesen 130 millió forinttal támogatta a kampányt. A Jobbik január 16-án tartotta kampánynyitó rendezvényét Budapesten, ahol bemutatták választási programjukat, a párt egyéni képviselőjelöltjei pedig esküt tettek.

### Hivatalos kampány
A kampány hivatalosan január 22-én kezdődött, amikor Sólyom László köztársasági elnök kiírta a választás időpontjait. A kampányidőszak ezzel a rendszerváltás óta a legrövidebb, 79 napos lett, de valójában a kampány ekkor már javában tartott: a Fidesz és az MSZP országszerte óriásplakátokon hirdette üzeneteit, vívott nyilatkozat- és hirdetési háborút a nyugdíjakról.
A Fidesz kockázatminimalizáló kampánnyal tartotta a közvélemény-kutatásokban látszó előnyét. Ennek jeleként az ingatlanadóról a párt álláspontjától eltérő véleményt megfogalmazó Mádi Lászlót azonnal leváltották képviselő-jelöltségéről. Az MSZP Hagyó Miklós főpolgármester-helyettest léptette vissza a korábban általa felügyelt BKV-nál kirobbant korrupciós botrány miatt.

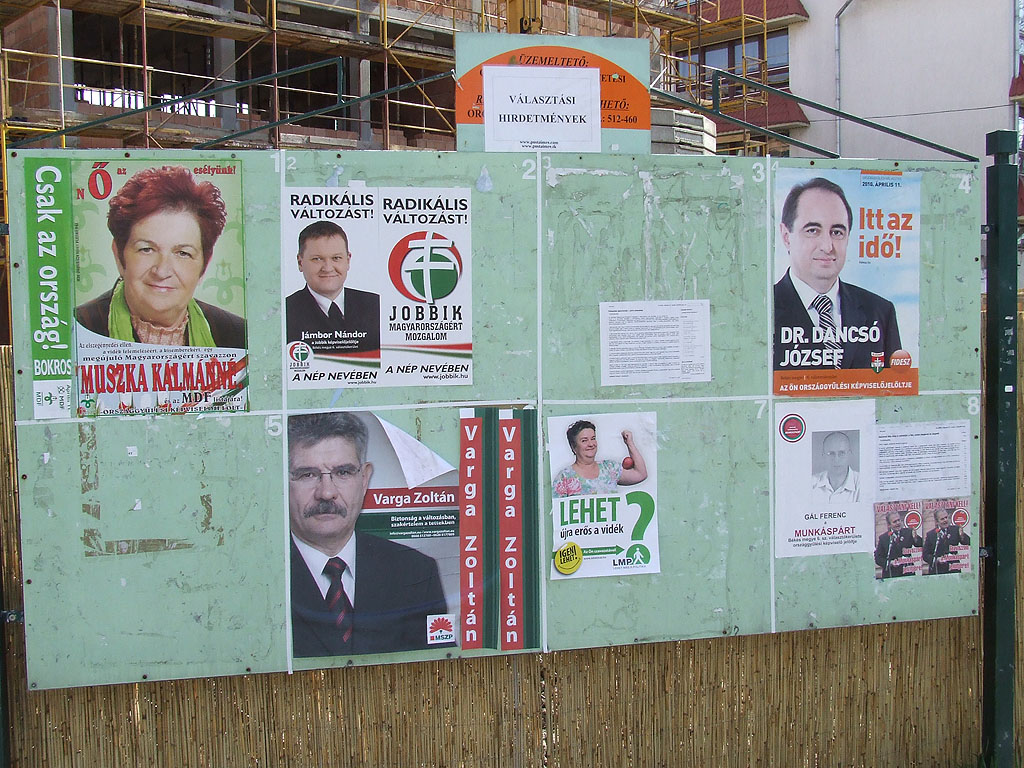
Választási plakátok a Békés megyei 6-os egyéni választókerületben (Orosháza)

Az LMP január 30-31-én tartotta kampánynyitó kongresszusát, ahol elfogadták az országos listát. A párt kampányköltéseit nyilvános kampányszámlán vezette.
Február elejére véglegesült a nehezen tető alá hozott MDF-SZDSZ együttműködés: a liberálisok jelöltjei az MDF országos listáján kaptak helyet, Budapesten és néhány vidéki választókerületben közös egyéni jelölteket indítottak. Eközben a BKV-botrány miatt előzetes letartóztatásba helyezték Mesterházy Ernőt, az SZDSZ befolyásos háttéremberét, aki kulcsszerepet játszott a két párt együttműködésében is.
Február 5-én tartotta szokásos (12.) évértékelő beszédét Orbán Viktor. A párt kampánystratégiájának megfelelően óvatosan, a konkrétumokat kerülve beszélt: nagy célokat vázolt fel, de nem tért ki az ezekhez vezető eszközökre. Céljuk kétmillió ajánlószelvény volt, és ebből február 17-ig 850 ezret gyűjtöttek össze.
Az MDF listáját vezető Bokros Lajos február 16-án e-mail-ben visszalépéssel fenyegette meg a párt vezetőit, mivel továbbra sem csitultak az SZDSZ-szel kötött együttműködés miatt kirobbant belső harcok, és a párt több vezetője távozott. A párt spontánnak szánt, vágatlan bemutatkozó videókat töltött fel jelöltjeiről a honlapjára. Az ezekből készült, a kínos pillanatokra és hibákra koncentráló tízperces válogatás gyorsan népszerűvé vált a videómegosztókon.
Az MSZP február 20-án tartotta hivatalos kampánynyitó rendezvényét a budapesti SYMA csarnokban. Két nappal később, az Országgyűlés utolsó ülésén Bajnai Gordon miniszterelnök politikai oldalak fölé emelkedő, egyszerre dicsérő és megrovó stílusú beszédében tanácsokat fogalmazott meg a következő kormánynak, egyúttal a Jobbik elleni összefogásra szólította fel a pártokat. Bár a miniszterelnök a kormány állítása szerint nem kampányolt, számos fejlesztési projektet tekintett meg vagy adott át, ami klasszikus eredménykampánynak tekinthető.

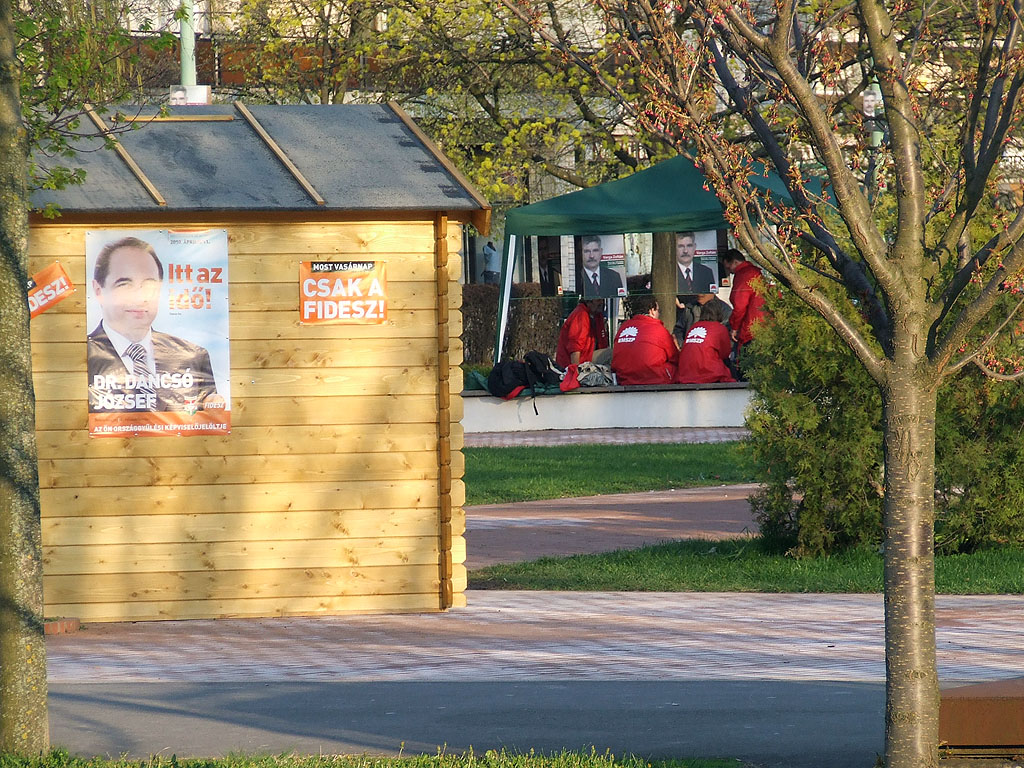
Fideszes faház, MSZP-s sátor

A három legnépszerűbb párt: a Fidesz, az MSZP és a Jobbik az eredeti tervek szerint egy időben, egymástól néhány száz méter távolságban tartotta volna március 15-i megemlékezését, de a konfliktusok elkerülése érdekében a Fidesz megváltoztatta rendezvényének helyét, később az MSZP annak időpontját. A Jobbik nagykoalíciós szándékokkal vádolta meg a két nagy parlamenti pártot.
Március 11-én nyilvántartásba vették a Jobbik 176. egyéni jelöltjét is, ezzel a radikális párt minden választókerületben jelöltet tudott indítani. A Fidesz közben összegyűjtötte a célul tűzött 2 millió ajánlószelvényt.
A Republikon Intézet által szervezett vitán leginkább az MDF és az LMP listavezetője, Bokros Lajos és Schiffer András küzdött a liberális szavazók szimpátiájáért. Ez a két párt egyébként a három nagynál jóval nehezebben gyűjtötte össze ajánlószelvényeit. Lévai Zoltán, az MDF budapesti elnöke másfél héttel a szelvények leadásának határideje előtt azt nyilatkozta, hogy törvényes módon nincs esélyük budapesti listát állítására, és kritizálta az országos vezetést az SZDSZ-szel kötött, de szerinte a liberálisok által be nem tartott megállapodás miatt. Nyilatkozata után kizárták a pártból.
A 2010-es választás kampányidőszakában összesen hat, büntetőügyekben érintett ember gyűjtött ajánlószelvényeket annak reményében, hogy képviselőjelöltként mentelmi jogot szerezhet. Közülük öten össze is gyűjtötték a megfelelő számú kopogtatócédulát. Kolompár Orbán, az MCF elnöke már másodszor élt a lehetőséggel a 2009-es EP-választás után. Szintén összegyűjtötte a szelvényeit az MSZP-s Hatvani Csaba, a Magyarok Egymásért Szövetsége színeiben induló Földesi-Szabó László és a független Leinemann Zsolt, akiket ugyancsak bűncselekményekkel gyanúsítottak. Az MDF-es Nagy Tamás lemondott mentelmi jogáról. A Jobbik igazságügyminiszter-jelöltje, Gaudi-Nagy Tamás, és a párt EP-képviselője, Morvai Krisztina az erőszakos bűncselekményekkel gyanúsított Budaházy Györgynek ajánlott segítséget, hogy független képviselőjelöltként indulhasson, de végül nem sikerült az ajánlószelvényeket összegyűjtenie. Az MDF jelöltjeiként induló Herényi Károly és Dávid Ibolya ellen is indult büntetőeljárás, de őket még képviselőként védte a mentelmi jog.
A választás előtt 4 illetve 3 nappal, április 7-én és 8-án a Kuruc.info internetes portál nyilvánosságra hozott két hangfelvételt, amelyeken valaki – vélhetően Kubatov Gábor, a Fidesz országos pártigazgatója – arról beszél, hogy a 2009-es pécsi időközi polgármester-választáson a Fidesz nyilvántartást vezetett szimpatizánsairól és más polgárokról is, a párt aktivistái pedig kampánycsendet sértettek az MSZP rovására. A Fidesz válaszul kiadott sajtóközleményei szerint adatkezelési gyakorlatuk megfelel a jogszabályoknak, az ügyet pedig a Jobbik és az MSZP közös akciójának minősítették.
Április 8-án egy videó került fel a YouTube videómegosztó portálra, MSZP adatbázis címmel, amelyben valaki a szocialista párt számítógépes adatbázisának felépítését és működését mutatja be és magyarázza. A videó egy nappal az első Kubatov-hangfelvétel után került az internetre, és csekély sajtóvisszhangra talált. Az MSZP a videót provokációnak nevezte. Szigetvári Viktor, az MSZP kampányfőnöke szerint létező, ám teljesen legális adatbázisról van szó, amelyben csak törvényesen megszerzett adatokat kezelnek.
Kampányzáró rendezvényét az összes párt április 8-án, csütörtökön tartotta. A Fidesz a budapesti SYMA-csarnokban, az MSZP a miskolci Generali Arenában, a Jobbik a fővárosi Petőfi téren, az LMP az Országház előtt, az MDF Sajószentpéteren zárta kampányát.

### A két forduló közötti események
Az MSZP a két forduló között bejelentette, hogy négy budapesti körzetben is visszalépteti jelöltjeit az LMP javára, így próbálván akadályozni a Fidesz várható kétharmados többségét. Az LMP nem viszonozta a gesztust.
Április 13-án a Jobbik feljelentette Mesterházy Attilát, az MSZP miniszterelnök-jelöltjét, mivel a választás éjszakáján fasiszta pártnak nevezte a Jobbikot. Ugyanezen a napon az Országos Választási Bizottság feljelentette a szocialista pártot a párt választói adatbázisa miatt.
A két forduló közötti kampány nem hozott jelentős újdonságot. A Fidesz a nagyobb felhatalmazás, nagyobb változás üzenetével próbálta meggyőzni a választókat, de egyidejűleg hűtötte is a várakozásokat. Orbán Viktor felkeresett néhány nyitva maradt vidéki választókerületet, de nagygyűlést nem tartott. Az MSZP sem szolgált újdonsággal: a Fidesz kétharmados többségével próbált ráijeszteni a választókra. Szanyi Tibor a választók szervezett átjelentkeztetésével vádolta ellenfeleit, de egy nyilvánosságra került hangfelvétel őt is ennek gyanújába keverte. A Jobbik ebben a két hétben is számos lakossági fórumot tartott, de új témával nem állt elő. Az edelényi választókerületbe visszaléptette jelöltjét a független Molnár Oszkár javára, így összesen 5 körzetben volt visszalépés.

### Kampányfőnökök

A választás végeredménye az egyéni választókerületekben

- Fidesz: Gyürk András[68]
- Jobbik: Szabó Gábor[69]
- MSZP: Szigetvári Viktor[70]A választás végeredménye az egyéni választókerületekben
- LMP: Karácsony Gergely[71]
- MDF: Somogyi Zoltán[72]

### Választási programok
- Fidesz: Nemzeti ügyek politikája
- Jobbik: Radikális változás – A Jobbik országgyűlési választási programja a nemzeti önrendelkezésért és a társadalmi igazságosságért Archiválva 2010. március 29-i dátummal a Wayback Machine-ben
- MSZP: Nemzeti modernizáció, összetartozó közösség – Ajánlat a demokratikus oldal programjára
- LMP: A fenntartható jövő, a befogadó társadalom és a megújuló demokrácia stratégiája
- MDF: Munka és méltóság = Megújuló Magyarország – A tartós gazdasági és társadalmi felemelkedés programja
- Civil Mozgalom: Országépítő program

### Közvélemény-kutatások
| Kutatóintézet      | Publikálás         | Fidesz | MSZP | Jobbik | MDF | LMP | Más párt |
| Medián             | 2009. november 25. | 66     | 19   | 10     | 2   | 1   | 1        |
| Tárki              | 2009. november 25. | 68     | 17   | 11     | 1   | 1   | n/a      |
| Századvég-Forsense | 2009. november 26. | 59     | 20   | 12     | 3   | 3   | 3        |
| Tárki              | 2009. december 16. | 63     | 19   | 12     | 1   | 3   | n/a      |
| Századvég-Forsense | 2009. december 21. | 64     | 17   | 9      | 3   | 2   | 4        |
| Medián             | 2009. december 25. | 61     | 23   | 9      | 2   | 1   | 3        |
| Szonda Ipsos       | 2010. január 17.   | 63     | 21   | 12     | 2   | n/a | 1        |
| Forsense           | 2010. január 21.   | 59     | 17   | 15     | 5   | 3   | n/a      |
| Medián             | 2010. január 21.   | 65     | 19   | 10     | 3   | 1   | 2        |
| Századvég-Kód      | 2010. január 26.   | 59     | 23   | 10     | 4   | 2   | n/a      |
| Tárki              | 2010. január 27.   | 62     | 22   | 11     | 3   | 1   | n/a      |
| Szonda Ipsos       | 2010. február 12.  | 58     | 22   | 14     | 2   | 1   | 3        |
| Századvég-Kód      | 2010. február 18.  | 58     | 23   | 10     | 5   | 3   | n/a      |
| Forsense           | 2010. február 22.  | 59     | 18   | 14     | 2   | 5   | 1        |
| Medián             | 2010. február 24.  | 63     | 18   | 15     | 2   | 1   | 1        |
| Tárki              | 2010. március 3.   | 61     | 22   | 11     | 2   | 3   | 1        |
| Szonda Ipsos       | 2010. március 11.  | 57     | 20   | 17     | 1   | 3   | 1        |
| Nézőpont Intézet   | 2010. március 14.  | 56     | 16   | 16     | 5   | 5   | 0        |
| Medián             | 2010. március 17.  | 57     | 21   | 18     | 1   | 2   | 1        |
| Szonda Ipsos       | 2010. március 18.  | 64     | 12   | 13     | 3   | 5   | 3        |
| Gallup             | 2010. március 25.  | 67     | 15   | 14     | 1   | 4   | 0        |
| Századvég-Kód      | 2010. március 29.  | 59     | 16   | 17     | 3   | 3   | n/a      |
| Szonda Ipsos       | 2010. április 6.   | 62     | 20   | 13     | 1   | 3   | 1        |
| Nézőpont Intézet   | 2010. április 7.   | 63     | 15   | 11     | 4   | 7   | n/a      |
| Tárki              | 2010. április 7.   | 61     | 18   | 12     | 2   | 7   | 0        |
| Századvég-Kód      | 2010. április 7.   | 59     | 18   | 15     | 3   | 5   | n/a      |
| Medián             | 2010. április 7.   | 60     | 17   | 17     | 2   | 4   | n/a      |
| Gallup             | 2010. április 8.   | 59     | 16   | 17     | 3   | 5   | 0        |
| Forsense           | 2010. április 8.   | 60     | 19   | 12     | 2   | 6   | 1        |

| Kutatóintézet      | Publikálás        | Fidesz    | MSZP     | Jobbik   | MDF     | LMP     |
| Nézőpont Intézet   | 2010. január 17.  | 267 (69%) | 54 (14%) | 47 (12%) | 19 (5%) | 0 (0%)  |
| Nézőpont Intézet   | 2010. február 26. | 264 (68%) | 60 (16%) | 51 (13%) | 11 (3%) | 0 (0%)  |
| Nézőpont Intézet   | 2010. március 24. | 281 (73%) | 44 (11%) | 43 (11%) | 0 (0%)  | 18 (5%) |
| Nézőpont Intézet   | 2010. április 7.  | 284 (74%) | 50 (13%) | 37 (10%) | 0 (0%)  | 15 (4%) |
| Republikon Intézet | 2010. április 7.  | 267 (70%) | 62 (16%) | 47 (12%) | 0 (0%)  | 10 (3%) |
| Medián             | 2010. április 7.  | 275 (71%) | 51 (13%) | 50 (13%) | 0 (0%)  | 10 (3%) |

## Jelöltek és listák

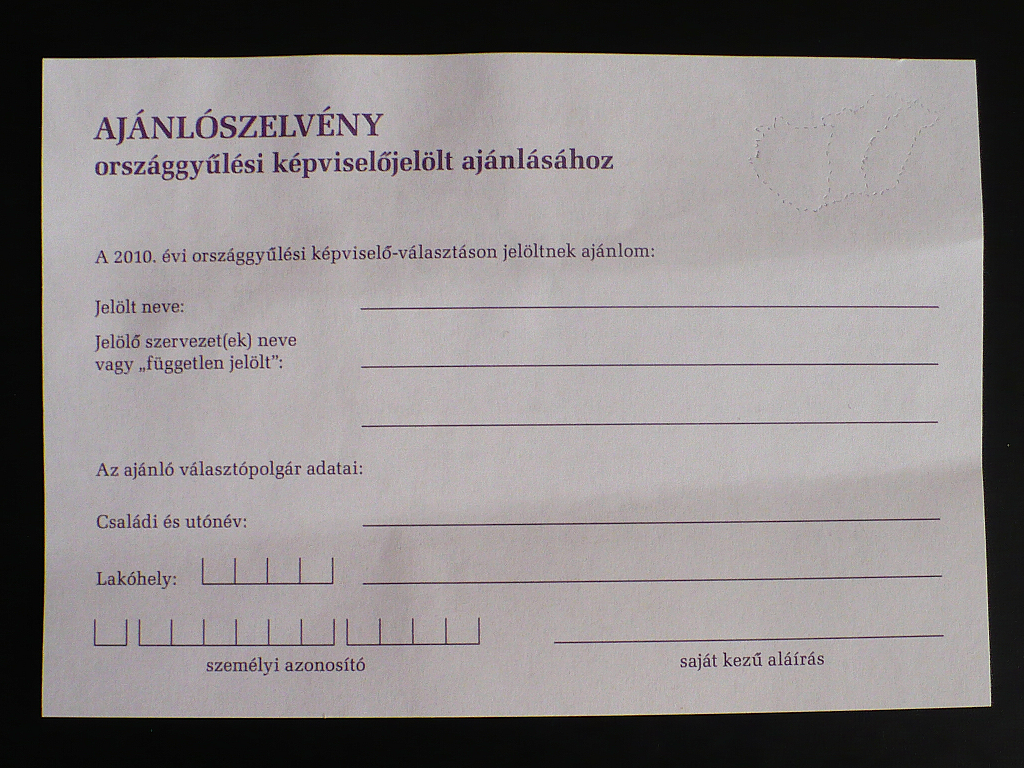
Kitöltetlen ajánlószelvény első oldala. A hamisítás megelőzésére a cédula feliratát speciális, több színből kikevert lila festékkel nyomtatták, és a szelvényre egy Magyarországot ábrázoló perforációt vágtak.

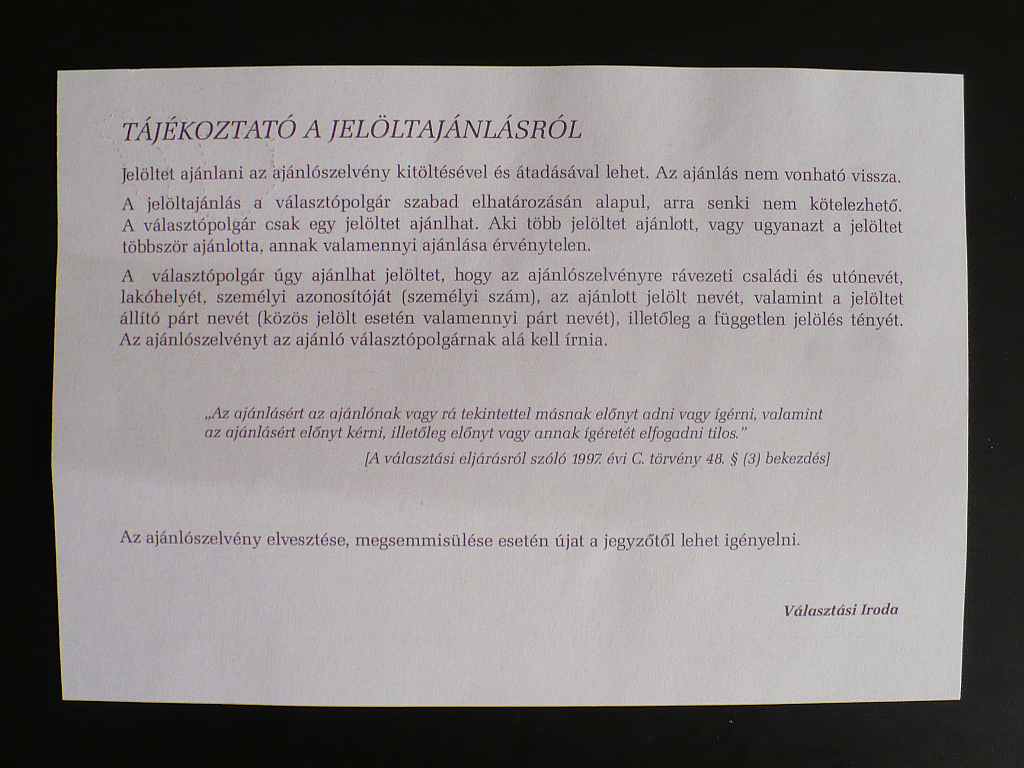
Az ajánlószelvény hátoldala

### Indulni kívánó pártok
Az Országos Választási Bizottság az alábbi pártokat vette nyilvántartásba (zárójelben a rövidítés, illetve nyilvántartásba vétel dátuma):
1. Civil Mozgalom (CM) (2010.01.25.)
2. Vállalkozók Szövetsége a Reformokért (VSZ) (2010.01.28.)
3. Magyar Szocialista Párt (MSZP) (2010.01.25.)
4. Új Szociáldemokrata Néppárt (ÚSZNP) (2010.01.25.)
5. Demokrata Unió (DU) (2010.01.25.)
6. Magyarok Egymásért Szövetsége (MESZ) (2010.01.28.)
7. Magyar Republikánus Politikai Párt (MRPP) (2010.01.28.)
8. Liberális Roma Unió Párt (LRUP) (2010.01.28.)
9. Történelmi Szövetség, Kisgazdák-Szociáldemokraták Párt (2010.01.28.)
10. Magyarországi Kisebbségek Pártja (MKP) (2010.02.01)
11. Torgyán-Kisgazda-Koalíció (2010.02.01.)
12. Magyarországi Szociáldemokrata Párt (MSZDP) (2010.02.01.)
13. Szociáldemokrata Párt (SZDP) (2010.02.01.)
14. Magyar Demokrata Fórum (MDF) (2010.02.01)
15. Zöld Demokraták - Zöld Baloldal - Zöldek Szövetsége (Zöld Baloldal) (2010.02.04)
16. Igazi Demokraták Klubja (IDK) (2010.02.04)
17. Szabad Demokraták Szövetsége – a Magyar Liberális Párt (SZDSZ) (2010.02.04)
18. Magyar Kommunista Munkáspárt (Munkáspárt) (2010.02.04)
19. SMS Demokrata Párt (SMSDEMOKRATA) (2010.02.04)
20. Jobbik Magyarországért Mozgalom - Párt (Jobbik) (2010.02.04)
21. Összefogás Párt (ÖP) (2010.02.04)
22. Fidesz – Magyar Polgári Szövetség (FIDESZ) (2010.02.04)
23. Új Roma Kerekasztal Szövetség (a nyilvántartásba vételt az OVB elutasította)
24. MCF Roma Összefogás Párt (MCF) (2010.02.04)
25. Lehet Más a Politika (LMP) (2010.02.08)
26. Zöldek Pártja (Zöldek) (2010.02.08)
27. CENTRUM Összefogás Magyarországért (CENTRUM Párt) (2010.02.08.)
28. Független Kisgazda-, Földmunkás- és Polgári Párt (FKgP) (2010.02.08.)
29. Magyar Igazság és Élet Pártja (MIÉP) (2010.02.08.)
30. Kereszténydemokrata Néppárt (KDNP) (2010.02.08.)
31. A Magyar Vállalkozók és Munkaadók Pártja (MVMP) (2010.02.11.)
32. Együtt a Magyarországi Romákért Párt (EMRP) (2010.02.11.)
33. Petőfi Nemzeti Néppárt (PNNP) (2010.02.11.)
34. Pajzs Szövetség (2010.02.11.)
35. Nép Oldali Párt (NOP) (a nyilvántartásba vételt az OVB elutasította)
36. Néppárt.hu (NP) (2010.02.11.)
37. Nemzeti Forradalmi Párt (NFP) (2010.02.11.)
38. Magyar Realista Egység és Béke Párt (2010.02.11.)
39. Szövetség az Egységes Magyarországért „Közbiztonság és Demokratikus Közélet Szövetsége” (SZEM) (2010.02.11.)
40. Internetes Demokrácia Pártja (IDE) (2010.02.15.)
41. Nemzeti Munkáspárt (NM) (2010.02.15.)
42. Magyarországi Zöld Párt (ZÖLDEK) (2010.02.19.)
43. Magyar Cselekvő Párt (MACSEP) (2010.02.25.)
44. Nép Oldali Párt (NOP) (másodszor; 2010.02.25.)[109]

### Miniszterelnök-jelöltek
- A Fidesz miniszterelnök-jelöltje Orbán Viktor volt.[110]
- A Jobbik december 17-én sajtótájékoztatón jelentette be, hogy miniszterelnök-jelöltje a párt elnöke, Vona Gábor.[111]
- Az MSZP választmányának 2009. november 28-i döntése alapján a párt miniszterelnök-jelöltje Mesterházy Attila lett;[112] jelöltségét a december 12-i kongresszus is támogatta.[113]
- Az MDF elnöksége Bokros Lajost jelölte miniszterelnöknek,[114] és december 12-én az országos választmány ezt nagy többséggel jóvá is hagyta.[115] Az SZDSZ miniszterelnök-jelöltet nem állított,[116] helyette Bokros Lajos programját kívánta támogatni.[117]

### Egyéni választókerületi jelöltek
Egyéni jelöltet ajánlani ajánlószelvénnyel március 19-ig lehetett. A jelöléshez legalább 750 választópolgár ajánlására volt szükség.
A pártok a következő személyeket ajánlották a választópolgárok részére képviselőjelöltnek: Fidesz, MSZP, Jobbik, LMP
| Jelöltállítás területi bontásban | Jelöltállítás területi bontásban | Jelöltállítás területi bontásban | Jelöltállítás területi bontásban | Jelöltállítás területi bontásban | Jelöltállítás területi bontásban | Jelöltállítás területi bontásban | Jelöltállítás területi bontásban | Jelöltállítás területi bontásban | Jelöltállítás területi bontásban | Jelöltállítás területi bontásban | Jelöltállítás területi bontásban | Jelöltállítás területi bontásban | Jelöltállítás területi bontásban | Jelöltállítás területi bontásban | Jelöltállítás területi bontásban | Jelöltállítás területi bontásban | Jelöltállítás területi bontásban | Jelöltállítás területi bontásban | Jelöltállítás területi bontásban | Jelöltállítás területi bontásban | Jelöltállítás területi bontásban | Jelöltállítás területi bontásban | Jelöltállítás területi bontásban |
| -------------------------------- | -------------------------------- | -------------------------------- | -------------------------------- | -------------------------------- | -------------------------------- | -------------------------------- | -------------------------------- | -------------------------------- | -------------------------------- | -------------------------------- | -------------------------------- | -------------------------------- | -------------------------------- | -------------------------------- | -------------------------------- | -------------------------------- | -------------------------------- | -------------------------------- | -------------------------------- | -------------------------------- | -------------------------------- | -------------------------------- | -------------------------------- |
| EVK száma                        | EVK száma                        | 32                               | 7                                | 10                               | 7                                | 13                               | 7                                | 7                                | 7                                | 9                                | 6                                | 8                                | 5                                | 4                                | 16                               | 6                                | 10                               | 5                                | 5                                | 7                                | 5                                | 176                              |                                  |
| Listaállításhoz kell             | Listaállításhoz kell             | 8                                | 2                                | 2                                | 2                                | 3                                | 2                                | 2                                | 2                                | 2                                | 2                                | 2                                | 2                                | 2                                | 4                                | 2                                | 2                                | 2                                | 2                                | 2                                | 2                                | 51                               |                                  |
| Pártok                           | Pártok                           | BP                               | BAR                              | BKK                              | BÉK                              | BAZ                              | CSN                              | FEJ                              | GYS                              | HJB                              | HEV                              | JNS                              | KME                              | NÓG                              | PES                              | SOM                              | SZB                              | TOL                              | VAS                              | VES                              | ZAL                              | Jelölt                           | Lista                            |
|                                  | Fidesz–KDNP                      | 32                               | 7                                | 10                               | 7                                | 13                               | 7                                | 7                                | 7                                | 9                                | 6                                | 8                                | 5                                | 4                                | 16                               | 6                                | 10                               | 5                                | 5                                | 7                                | 5                                | 176                              | 20                               |
|                                  | MSZP                             | 32                               | 7                                | 10                               | 7                                | 13                               | 7                                | 7                                | 7                                | 9                                | 6                                | 8                                | 5                                | 4                                | 16                               | 6                                | 10                               | 5                                | 5                                | 7                                | 5                                | 176                              | 20                               |
|                                  | Jobbik                           | 32                               | 7                                | 10                               | 7                                | 13                               | 7                                | 7                                | 7                                | 9                                | 6                                | 8                                | 5                                | 4                                | 16                               | 6                                | 10                               | 5                                | 5                                | 7                                | 5                                | 176                              | 20                               |
|                                  | LMP                              | 26                               | 6                                | 4                                | 2                                | 4                                | 2                                | 2                                | 3                                | 5                                | 4                                | 3                                | 4                                | 2                                | 10                               | 2                                | 3                                | 3                                | 2                                | 3                                | 2                                | 92                               | 20                               |
|                                  | MDF                              | 16                               | 3                                | 5                                | 2                                | 6                                | 4                                | 6                                | 5                                | 9                                | 2                                | 4                                | 4                                | 1                                | 7                                | 1                                | 5                                | 3                                | 1                                | 2                                | 3                                | 89                               | 17                               |
|                                  | CM                               | –                                | –                                | 2                                | 2                                | –                                | 3                                | 2                                | 2                                | 2                                | –                                | 1                                | –                                | –                                | 4                                | –                                | 4                                | –                                | 2                                | –                                | –                                | 24                               | 9                                |
|                                  | Munkáspárt                       | –                                | 1                                | –                                | 1                                | 3                                | 1                                | 1                                | 1                                | –                                | –                                | 4                                | –                                | 2                                | –                                | –                                | 2                                | –                                | –                                | –                                | –                                | 16                               | 4                                |
|                                  | MIÉP                             | –                                | –                                | 1                                | –                                | 2                                | 2                                | –                                | 1                                | 2                                | –                                | –                                | –                                | –                                | –                                | –                                | –                                | –                                | –                                | –                                | –                                | 8                                | 2                                |
| Jelöltek száma                   | Jelöltek száma                   | 138                              | 31                               | 42                               | 28                               | 54                               | 33                               | 32                               | 33                               | 45                               | 24                               | 36                               | 24                               | 17                               | 69                               | 21                               | 44                               | 21                               | 20                               | 26                               | 20                               | 757                              |                                  |
| Listák száma                     | Listák száma                     | 5                                | 5                                | 6                                | 6                                | 6                                | 7                                | 6                                | 6                                | 7                                | 5                                | 6                                | 5                                | 5                                | 6                                | 4                                | 7                                | 5                                | 5                                | 5                                | 5                                |                                  | 112                              |

| Terület                | Vk. száma | Listához kell | Fidesz | Jobbik | KDNP | MSZP | LMP | MDF | CM |
| Budapest               | 32        | 8             | 32     | 32     | 32   | 32   | 26  | 16  | –  |
| Baranya                | 7         | 2             | 7      | 7      | 7    | 7    | 6   | 3   | –  |
| Bács-Kiskun            | 10        | 2             | 10     | 10     | 10   | 10   | 4   | 5   | 2  |
| Békés                  | 7         | 2             | 7      | 7      | 7    | 7    | 2   | 2   | 2  |
| Borsod-Abaúj-Zemplén   | 13        | 3             | 13     | 13     | 13   | 13   | 4   | 6   | –  |
| Csongrád               | 7         | 2             | 7      | 7      | 7    | 7    | 2   | 4   | 3  |
| Fejér                  | 7         | 2             | 7      | 7      | 7    | 7    | 2   | 6   | 2  |
| Győr-Moson-Sopron      | 7         | 2             | 7      | 7      | 7    | 7    | 3   | 5   | 2  |
| Hajdú-Bihar            | 9         | 2             | 9      | 9      | 9    | 9    | 5   | 9   | 2  |
| Heves                  | 6         | 2             | 6      | 6      | 6    | 6    | 4   | 2   | –  |
| Jász-Nagykun-Szolnok   | 8         | 2             | 8      | 8      | 8    | 8    | 3   | 4   | 1  |
| Komárom-Esztergom      | 5         | 2             | 5      | 5      | 5    | 5    | 4   | 4   | –  |
| Nógrád                 | 4         | 2             | 4      | 4      | 4    | 4    | 2   | 1   | –  |
| Pest                   | 16        | 4             | 16     | 16     | 16   | 16   | 10  | 7   | 4  |
| Somogy                 | 6         | 2             | 6      | 6      | 6    | 6    | 2   | 1   | –  |
| Szabolcs-Szatmár-Bereg | 10        | 2             | 10     | 10     | 10   | 10   | 3   | 5   | 4  |
| Tolna                  | 5         | 2             | 5      | 5      | 5    | 5    | 3   | 3   | –  |
| Vas                    | 5         | 2             | 5      | 5      | 5    | 5    | 2   | 1   | 2  |
| Veszprém               | 7         | 2             | 7      | 7      | 7    | 7    | 3   | 2   | –  |
| Zala                   | 5         | 2             | 5      | 5      | 5    | 5    | 2   | 3   | –  |
| Összesen               | 176       |               | 176    | 176    | 176  | 176  | 92  | 89  | 24 |

| Terület                | Vk. száma | Listához kell | Munkáspárt | MIÉP | MSZDP | SZDSZ | Torgyán– Kisgazda | ÖP | MESZ |
| Budapest               | 32        | 8             | –          | –    | –     | 7     | –                 | –  | –    |
| Baranya                | 7         | 2             | 1          | –    | –     | –     | 1                 | 1  | –    |
| Bács-Kiskun            | 10        | 2             | –          | 2    | –     | –     | 1                 | –  | –    |
| Békés                  | 7         | 2             | 1          | –    | –     | –     | –                 | –  | –    |
| Borsod-Abaúj-Zemplén   | 13        | 3             | 3          | 3    | 3     | –     | 1                 | 4  | –    |
| Csongrád               | 7         | 2             | 1          | 2    | –     | –     | 1                 | –  | –    |
| Fejér                  | 7         | 2             | 1          | –    | –     | 1     | –                 | –  | –    |
| Győr-Moson-Sopron      | 7         | 2             | 1          | 1    | –     | –     | –                 | –  | –    |
| Hajdú-Bihar            | 9         | 2             | –          | 2    | 2     | –     | –                 | –  | –    |
| Heves                  | 6         | 2             | –          | 1    | –     | –     | –                 | –  | –    |
| Jász-Nagykun-Szolnok   | 8         | 2             | 4          | –    | –     | –     | –                 | –  | –    |
| Komárom-Esztergom      | 5         | 2             | –          | –    | –     | –     | –                 | –  | –    |
| Nógrád                 | 4         | 2             | 2          | –    | 1     | –     | –                 | –  | –    |
| Pest                   | 16        | 4             | –          | –    | –     | –     | 1                 | –  | –    |
| Somogy                 | 6         | 2             | –          | –    | 1     | –     | 1                 | –  | –    |
| Szabolcs-Szatmár-Bereg | 10        | 2             | 2          | –    | 2     | –     | 1                 | –  | 2    |
| Tolna                  | 5         | 2             | –          | –    | –     | 1     | –                 | –  | 2    |
| Vas                    | 5         | 2             | –          | –    | –     | –     | –                 | –  | –    |
| Veszprém               | 7         | 2             | –          | –    | –     | –     | –                 | –  | –    |
| Zala                   | 5         | 2             | –          | –    | 2     | 1     | –                 | –  | –    |
| Összesen               | 176       |               | 16         | 11   | 11    | 10    | 7                 | 5  | 4    |

| Terület                | Vk. száma | Listához kell | Somogyért | FKgP | Összefogás | Zöld Baloldal | MCF | MVMP | független |
| Budapest               | 32        | 8             | –         | –    | –          | –             | –   | –    | 1         |
| Baranya                | 7         | 2             | –         | 1    | –          | –             | –   | –    | 1         |
| Bács-Kiskun            | 10        | 2             | –         | –    | –          | –             | –   | –    | 1         |
| Békés                  | 7         | 2             | –         | –    | –          | –             | –   | –    | 1         |
| Borsod-Abaúj-Zemplén   | 13        | 3             | –         | 1    | –          | –             | 1   | –    | 2         |
| Csongrád               | 7         | 2             | –         | –    | –          | 1             | –   | –    | –         |
| Fejér                  | 7         | 2             | –         | –    | –          | –             | –   | –    | 1         |
| Győr-Moson-Sopron      | 7         | 2             | –         | –    | –          | –             | –   | –    | –         |
| Hajdú-Bihar            | 9         | 2             | –         | –    | –          | –             | –   | –    | 2         |
| Heves                  | 6         | 2             | –         | –    | –          | –             | –   | 1    | 1         |
| Jász-Nagykun-Szolnok   | 8         | 2             | –         | –    | –          | –             | –   | –    | 2         |
| Komárom-Esztergom      | 5         | 2             | –         | –    | –          | –             | –   | –    | –         |
| Nógrád                 | 4         | 2             | –         | –    | –          | 1             | –   | –    | –         |
| Pest                   | 16        | 4             | –         | –    | –          | –             | –   | –    | 1         |
| Somogy                 | 6         | 2             | 3         | –    | –          | –             | –   | –    | –         |
| Szabolcs-Szatmár-Bereg | 10        | 2             | –         | –    | 2          | –             | –   | –    | 5         |
| Tolna                  | 5         | 2             | –         | –    | –          | –             | –   | –    | –         |
| Vas                    | 5         | 2             | –         | –    | –          | –             | –   | –    | –         |
| Veszprém               | 7         | 2             | –         | –    | –          | –             | –   | –    | –         |
| Zala                   | 5         | 2             | –         | –    | –          | –             | –   | –    | 1         |
| Összesen               | 176       |               | 3         | 2    | 2          | 2             | 1   | 1    | 19        |

### Területi listák
| Területi listák        | Területi listák | Területi listák | Területi listák | Területi listák | Területi listák | Területi listák | Területi listák | Területi listák | Területi listák | Területi listák |
| ---------------------- | --------------- | --------------- | --------------- | --------------- | --------------- | --------------- | --------------- | --------------- | --------------- | --------------- |
| Terület                | Fidesz          | Jobbik          | MSZP            | LMP             | MDF             | CM              | Munkáspárt      | MSZDP           | MIÉP            | ÖP              |
| Budapest               | X               | X               | X               | X               | X               | –               | –               | –               | –               | –               |
| Baranya                | X               | X               | X               | X               | X               | –               | –               | –               | –               | –               |
| Bács-Kiskun            | X               | X               | X               | X               | X               | X               | –               | –               | –               | –               |
| Békés                  | X               | X               | X               | X               | X               | X               | –               | –               | –               | –               |
| Borsod-Abaúj-Zemplén   | X               | X               | X               | X               | X               | –               | X               | X               | X               | X               |
| Csongrád               | X               | X               | X               | X               | X               | X               | –               | –               | X               | –               |
| Fejér                  | X               | X               | X               | X               | X               | X               | –               | –               | –               | –               |
| Győr-Moson-Sopron      | X               | X               | X               | X               | X               | X               | –               | –               | –               | –               |
| Hajdú-Bihar            | X               | X               | X               | X               | X               | X               | –               | X               | –               | –               |
| Heves                  | X               | X               | X               | X               | X               | –               | –               | –               | –               | –               |
| Jász-Nagykun-Szolnok   | X               | X               | X               | X               | X               | –               | X               | –               | –               | –               |
| Komárom-Esztergom      | X               | X               | X               | X               | X               | –               | –               | –               | –               | –               |
| Nógrád                 | X               | X               | X               | X               | –               | –               | X               | –               | –               | –               |
| Pest                   | X               | X               | X               | X               | X               | X               | –               | –               | –               | –               |
| Somogy                 | X               | X               | X               | X               | –               | –               | –               | –               | –               | –               |
| Szabolcs-Szatmár-Bereg | X               | X               | X               | X               | X               | X               | X               | X               | –               | –               |
| Tolna                  | X               | X               | X               | X               | X               | –               | –               | –               | –               | –               |
| Vas                    | X               | X               | X               | X               | –               | X               | –               | –               | –               | –               |
| Veszprém               | X               | X               | X               | X               | X               | –               | –               | –               | –               | –               |
| Zala                   | X               | X               | X               | X               | X               | –               | –               | X               | –               | –               |
| Összesen               | 20              | 20              | 20              | 20              | 17              | 9               | 4               | 4               | 2               | 1               |

### Országos listák
Országos listát állított pártok:
(Az első húsz jelölt neve, a miniszterelnök-jelölt vastag betűvel.)

| #.  | Fidesz-KDNP         | MSZP              | Jobbik              | LMP              | MDF              | CM                        |
| --- | ------------------- | ----------------- | ------------------- | ---------------- | ---------------- | ------------------------- |
| #.  |                     |                   |                     |                  |                  |                           |
| 1.  | Orbán Viktor        | Mesterházy Attila | Vona Gábor          | Schiffer András  | Dávid Ibolya     | Seres Mária               |
| 2.  | Schmitt Pál         | Lendvai Ildikó    | Balczó Zoltán       | Jávor Benedek    | Herényi Károly   | Szőllősi Ildikó Andrea    |
| 3.  | Horváth János       | Kovács László     | Pörzse Sándor       | Szabó Rebeka     | Makay Zsolt      | Nagy Marianna             |
| 4.  | Wittner Mária       | Gyurcsány Ferenc  | Murányi Levente     | Mile Lajos       | Pusztai Erzsébet | Tóth Katalin Irén         |
| 5.  | Semjén Zsolt        | Botka László      | Gaudi-Nagy Tamás    | Ivády Gábor      | Karsai Péter     | Szabó Terézia             |
| 6.  | Kövér László        | Szekeres Imre     | Szabó Gábor         | Szabó Tímea      | Retkes Attila    | Bozsvári István           |
| 7.  | Navracsics Tibor    | Kiss Péter        | Novák Előd          | Szilágyi Péter   | Ikvai-Szabó Imre | Debreceni Lajos           |
| 8.  | Lezsák Sándor       | Simon Gábor       | Gyüre Csaba         | Scheiring Gábor  | Nagy Tamás       | Csokonay József Péter     |
| 9.  | Jakab István        | Lamperth Mónika   | Sneider Tamás       | Ertsey Katalin   | Somogyi Zoltán   | Puskás Ferenc             |
| 10. | Szatmáry Kristóf    | Ujhelyi István    | Zagyva György Gyula | Vágó Gábor       | Juhász Zoltán    | Kincses István András     |
| 11. | Turi-Kovács Béla    | Hiller István     | Hegedűs Lórántné    | Szilágyi László  | Joó Szabolcs     | Köteles Lajos             |
| 12. | Farkas Flórián      | Molnár Csaba      | Gyenes Géza         | Kaufer Virág     | Viniczai Tibor   | Cseh Mihály Attila        |
| 13. | Ágh Péter           | Puch László       | Zsiga-Kárpát Dániel | Szombati Kristóf | Dragon Pál       | Briski Csaba              |
| 14. | Pelczné Gáll Ildikó | Juhász Ferenc     | Volner János        | Hegedűs Gyula    | Jagarics Ferenc  | Mészáros Norbert          |
| 15. | Varga Mihály        | Veres János       | Pősze Lajos         | Hajdú Mária      | Szentkuti Károly | Péteri Cecília            |
| 16. | Pokorni Zoltán      | Vadai Ágnes       | Staudt Gábor        | Tordai Bence     | Bánk Attila      | Kovács László             |
| 17. | Kósa Lajos          | Varga László      | Hegedűs Tamás       | Pető Ernő        | Helmeczy László  | Szaksz Ferenc             |
| 18. | Harrach Péter       | Bárándy Gergely   | Nyikos László       | Margóczi Katalin | Gyüre Lajos      | Göröncséri Ferenc Lajosné |
| 19. | Tarlós István       | Szűcs Erika       | Bödecs Barnabás     | Nagy Tamás       | Habjánecz Tibor  | Ván Jenő                  |
| 20. | Kubatov Gábor       | Szabó Imre        | Szilágyi György     | Priksz Gábor     | Roszík Gábor     | Knipf Róbert              |

## A választás menete

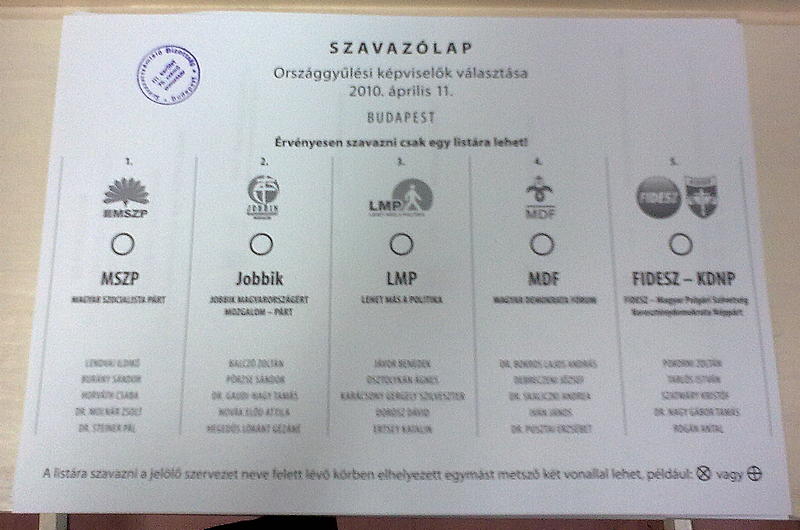
Szavazólap a budapesti listáról

### Az első forduló
A szavazás körülményei több helyen botrányosak voltak, ugyanis egy 2007-ben elfogadott törvénymódosítás szerint a lakóhelyüktől távol szavazni kívánók településenként, illetve Budapesten kerületenként csak egy szavazókörben szavazhattak. Így az egyetemi városokban, vagy azon budapesti kerületekben, amelyekben sok a felsőoktatási intézmény, az ilyen szavazókörbe akár 2-3000 plusz szavazó is juthatott. Mivel az átlagos magyarországi szavazókört körülbelül 800-1200 személyre optimalizálták, ennek a többszörösével nem tudtak megbirkózni. Tovább lassította a szavazást, hogy ezeket a választókat külön, egyesével kellett regisztrálni. A már napközben többfelé kaotikus állapotok, estére jelentősen súlyosbodtak. Ezen szavazókörökben több száz méteres sorok alakultak ki, órákon át tartó várakozással.

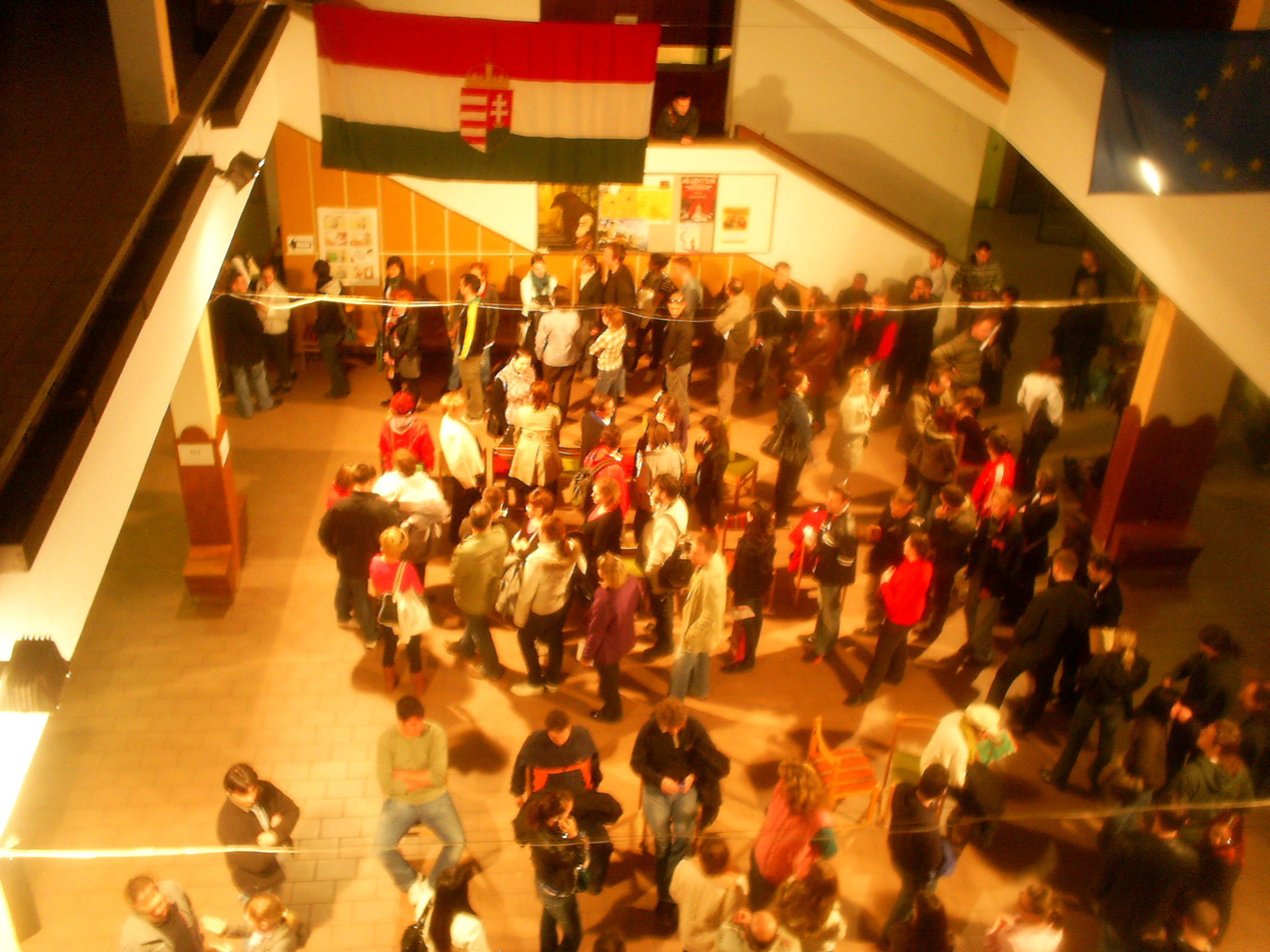
Szegeden a 313-as körzetbe irányították a lakóhelyüktől távol szavazókat. Helyzetkép 19:15-kor

Az Országos Választási Bizottság egész nap tehetetlen volt, semmit sem tett a helyzet kezelésére. A szavazóköröknek 19 órakor kellett volna zárniuk, de úgy határoztak, hogy aki este 7 óra előtt beállt a sorba, az szavazhat. 19 óra előtt pár perccel az OVB úgy döntött, hogy a kampánycsendet meghosszabbítják, amíg az utolsó választó le nem adja a voksát. Mivel ez a döntés későn született, számos média nem értesült róla időben, és közölte az exit pollok eredményeit. A döntés nyilvánosságra kerülése után a média nagy része megszakította adását, és nem adott ki több adatot. Az interneten azonban egyre-másra jelentek meg a várható eredmények, mert közben az Országos Választási Iroda megkezdte az adatok feldolgozását. A káoszt fokozta az OVB tehetetlensége, döntésképtelensége. A kampánycsendet 22:15 után oldották fel, amikor számos szavazókörben még javában választottak — a voksolást a XI. kerületi Bocskai úti általános iskolában csak hajnali 1:15 körül fejezték be. Ezt a helyzetet a politikai elemzők és a politikusok is szégyenletesnek ítélték, többen személyes felelősségre vonást helyeztek kilátásba. Jóri András adatvédelmi biztos vizsgálatot indított az ügyben.

## Eredmények

### Részvételi adatok
|          | Első forduló 2010. április 11. | Második forduló 2010. április 25. |
| -------- | ------------------------------ | --------------------------------- |
| 7:00-ig  | 1,61%                          | 1,36%                             |
| 9:00-ig  | 10,23%                         | 8,50%                             |
| 11:00-ig | 24,78%                         | 19,37%                            |
| 13:00-ig | 35,88%                         | 27,11%                            |
| 15:00-ig | 46,78%                         | 33,54%                            |
| 17:30-ig | 59,28%                         | 41,89%                            |
| Összesen | 64,20%                         | 46,64%                            |

### Egyéni választókerületek eredményei

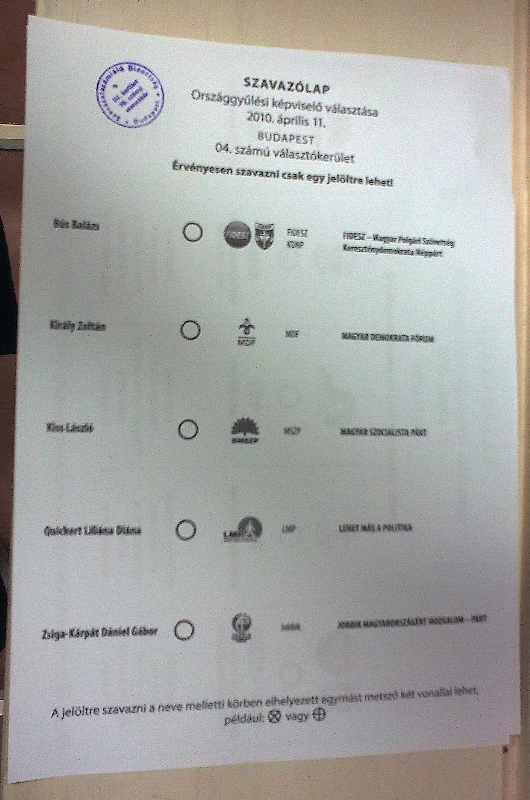
Szavazólap Budapest 4. választókerületének képviselőjéről

Az első fordulóban a 176 egyéni választókerületből 119-ben dőlt el a mandátum sorsa. Mindegyikben a Fidesz–KDNP jelöltje szerzett mandátumot. A párt sikerét jól mutatja, hogy jelöltjei egy kivételével valamennyi választókerületben megelőzték vetélytársaikat.
Az egyéni választókerületekben Kelet-Magyarországon a Jobbik rendre megelőzte a szocialista pártot, összesen 62 második helyezést ért el. A szocialisták jelöltjei jobbára a dunántúli és budapesti körzetekben tudták megelőzni a radikálisokat. A korábbi eredményeiknél sokkal rosszabbul teljesítő szocialistákat további két körzetben egy-egy független, egy helyen pedig a Somogyért Egyesület jelöltje is megelőzte. Az LMP Budapesten szerepelt a legjobban, ott még a Jobbikot is megelőzte, több helyen az ő jelöltje lett a harmadik.
A második fordulóban 3 egyéni választókerület kivételével mindenütt a Fidesz–KDNP jelöltje győzött, ebből egy helyen a Magyar Vállalkozók és Munkaadók Pártjával (MVMP) közösen. A fennmaradó mandátumokat két budapesti MSZP-s (Szanyi Tibor és Tóth József), valamint és egy Borsod-Abaúj-Zemplén megyei független jelölt (Molnár Oszkár, Edelény polgármestere) szerezte meg.
| Eredmény                                                               | Fidesz | Jobbik | MSZP | LMP | Független |
| Első fordulóban mandátumot nyert                                       | 119    | 0      | 0    | 0   | 0         |
| Első forduló után 1. helyen állt                                       | 56     | 0      | 1    | 0   | 0         |
| Első forduló után 2. helyen állt                                       | 1      | 16     | 39   | 0   | 1         |
| Első forduló után 3. helyen állt                                       | 0      | 27     | 16   | 13  | 1         |
| 15% feletti eredménnyel a második fordulóba jutott (a fentieken kívül) | 0      | 0      | 1    | 0   | 0         |
| Érvénytelenség miatt újra indult                                       | 0      | 0      | 0    | 0   | 0         |

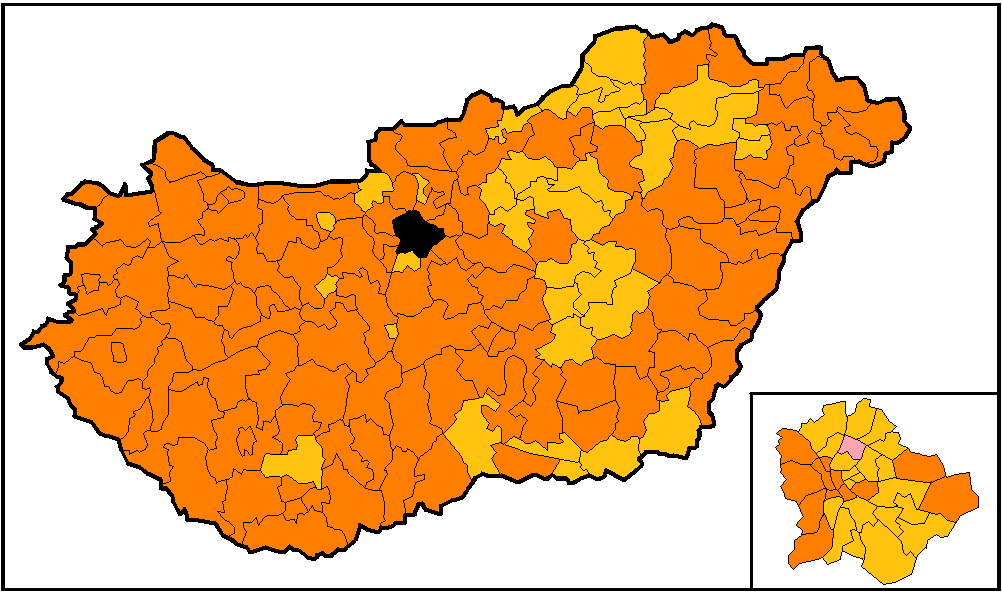
Az első fordulóban győztes jelöltek pártállás szerint  Fidesz megszerzett mandátum  Fidesz vezetés  MSZP vezetés
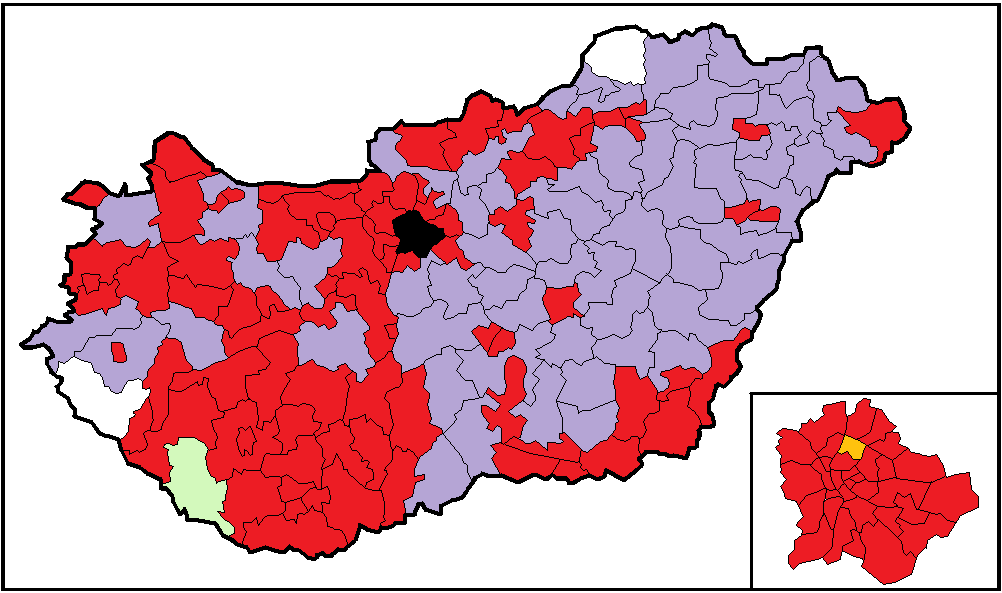
Az első fordulóban második helyezett jelöltek pártállása
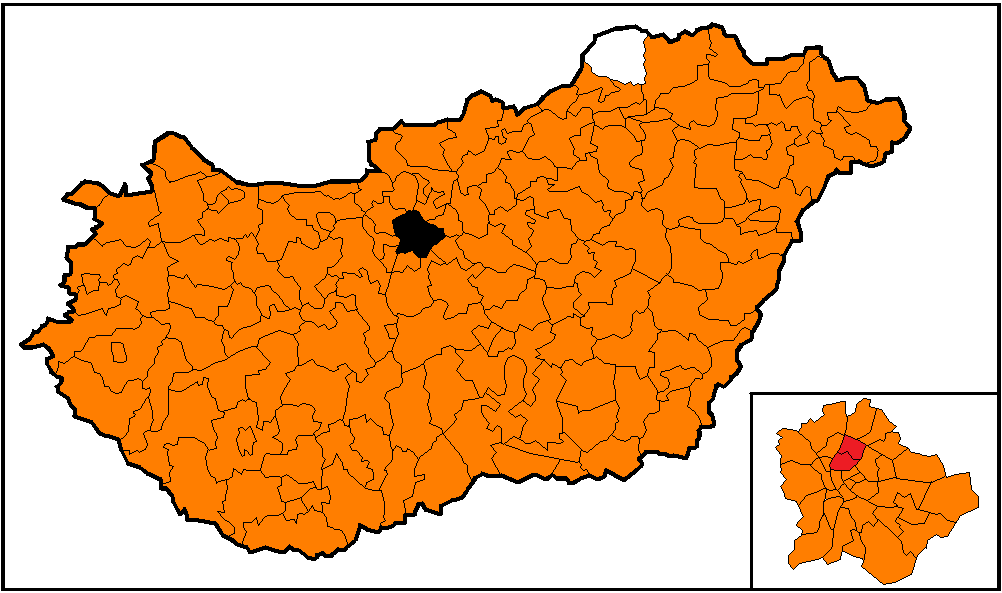
Végeredmény a második forduló után

### Listás eredmények
| Listás mandátumok elosztása | Listás mandátumok elosztása | Listás mandátumok elosztása | Listás mandátumok elosztása | Listás mandátumok elosztása | Listás mandátumok elosztása | Listás mandátumok elosztása   | Listás mandátumok elosztása | Listás mandátumok elosztása | Listás mandátumok elosztása | Listás mandátumok elosztása | Listás mandátumok elosztása | Listás mandátumok elosztása |
| Párt neve                   | Területi listák száma       | Országos lista              | Listás szavazatok           | Listás szavazatok           | Listás küszöb               | Kaphat-e mandátumot listáról? | Területi listás mandátumok  | Területi listás mandátumok  | Országos listás mandátumok  | Országos listás mandátumok  | Listás mandátumok összesen  | Listás mandátumok összesen  |
| Párt neve                   | Területi listák száma       | Országos lista              | száma                       | százalék                    | Listás küszöb               | Kaphat-e mandátumot listáról? | száma                       | százalék                    | száma                       | százalék                    | száma                       | százalék                    |
| --------------------------- | --------------------------- | --------------------------- | --------------------------- | --------------------------- | --------------------------- | ----------------------------- | --------------------------- | --------------------------- | --------------------------- | --------------------------- | --------------------------- | --------------------------- |
| Fidesz-KDNP                 | 20                          | Van                         | 2 706 292                   | 52,73                       | 10%                         | Igen                          | 87                          | 59,59                       | 3                           | 4,69                        | 90                          | 42,86                       |
| MSZP                        | 20                          | Van                         | 990 428                     | 19,30                       | 5%                          | Igen                          | 28                          | 19,18                       | 29                          | 45,31                       | 57                          | 27,14                       |
| Jobbik                      | 20                          | Van                         | 855 436                     | 16,67                       | 5%                          | Igen                          | 26                          | 17,81                       | 21                          | 32,81                       | 47                          | 22,38                       |
| LMP                         | 20                          | Van                         | 383 876                     | 7,48                        | 5%                          | Igen                          | 5                           | 3,42                        | 11                          | 17,19                       | 16                          | 7,62                        |
| MDF                         | 17                          | Van                         | 136 895                     | 2,67                        | 5%                          | Nem                           | –                           | –                           | –                           | –                           | –                           | –                           |
| CM                          | 9                           | Van                         | 45 863                      | 0,89                        | 5%                          | Nem                           | –                           | –                           | –                           | –                           | –                           | –                           |
| Munkáspárt                  | 4                           | Nincs                       | 5 606                       | 0,11                        | 5%                          | Nem                           | –                           | –                           | –                           | –                           | –                           | –                           |
| MSZDP                       | 4                           | Nincs                       | 4 117                       | 0,08                        | 5%                          | Nem                           | –                           | –                           | –                           | –                           | –                           | –                           |
| ÖP                          | 1                           | Nincs                       | 2 732                       | 0,05                        | 5%                          | Nem                           | –                           | –                           | –                           | –                           | –                           | –                           |
| MIÉP                        | 2                           | Nincs                       | 1 286                       | 0,03                        | 5%                          | Nem                           | –                           | –                           | –                           | –                           | –                           | –                           |
| Összesen                    | 117                         |                             | 5 132 531                   | 100                         |                             |                               | 146                         | 100                         | 64                          | 100                         | 210                         | 100                         |

A területi listákra leadott szavazatok számát és arányát országos összesítésben, valamint az elnyert mandátumok számát területi bontásban az alábbi táblázat foglalja össze:
| Terület                      | Fidesz    | Jobbik  | MSZP    | LMP     | MDF     | CM     | Munkáspárt | MSZDP | ÖP    | MIÉP  |
| Szavazatok száma országosan  | 2 706 292 | 855 436 | 990 428 | 383 876 | 136 895 | 45 863 | 5 606      | 4 117 | 2 732 | 1 286 |
| Szavazatok aránya országosan | 52,73%    | 16,67%  | 19,30%  | 7,48%   | 2,67%   | 0,89%  | 0,11%      | 0,08% | 0,05% | 0,03% |
| Budapest                     | 13        | 3       | 7       | 4       | 0       | –      | –          | –     | –     | –     |
| Baranya                      | 4         | 1       | 1       | 0       | 0       | –      | –          | –     | –     | –     |
| Bács-Kiskun                  | 5         | 1       | 1       | 0       | 0       | 0      | –          | –     | –     | –     |
| Békés                        | 4         | 1       | 1       | 0       | 0       | 0      | –          | –     | –     | –     |
| Borsod-Abaúj-Zemplén         | 5         | 3       | 2       | 0       | 0       | –      | 0          | 0     | 0     | 0     |
| Csongrád                     | 3         | 1       | 1       | 0       | 0       | 0      | –          | –     | 0     | –     |
| Fejér                        | 4         | 1       | 1       | 0       | 0       | 0      | –          | –     | –     | –     |
| Győr-Moson-Sopron            | 4         | 1       | 1       | 0       | 0       | 0      | –          | –     | –     | –     |
| Hajdú-Bihar                  | 5         | 2       | 1       | 0       | 0       | 0      | –          | 0     | –     | –     |
| Heves                        | 3         | 1       | 1       | 0       | 0       | –      | –          | –     | –     | –     |
| Jász-Nagykun-Szolnok         | 3         | 2       | 1       | 0       | 0       | –      | 0          | –     | –     | –     |
| Komárom-Esztergom            | 3         | 1       | 1       | 0       | 0       | –      | –          | –     | –     | –     |
| Nógrád                       | 2         | 1       | 1       | 0       | –       | –      | 0          | –     | –     | –     |
| Pest                         | 8         | 2       | 2       | 1       | 0       | 0      | –          | –     | –     | –     |
| Somogy                       | 3         | 1       | 1       | 0       | –       | –      | –          | –     | –     | –     |
| Szabolcs-Szatmár-Bereg       | 5         | 2       | 1       | 0       | 0       | 0      | 0          | 0     | –     | –     |
| Tolna                        | 3         | 0       | 1       | 0       | 0       | –      | –          | –     | –     | –     |
| Vas                          | 3         | 0       | 1       | 0       | –       | 0      | –          | –     | –     | –     |
| Veszprém                     | 4         | 1       | 1       | 0       | 0       | –      | –          | –     | –     | –     |
| Zala                         | 3         | 1       | 1       | 0       | 0       | –      | –          | 0     | –     | –     |
| Összesen                     | 87        | 26      | 28      | 5       | 0       | 0      | 0          | 0     | 0     | 0     |

### Összesített eredmény
| Párt neve   | Egyéni képviselők száma | Listás mandátumok száma | Összes mandátum | Összes mandátum |
| Párt neve   | Egyéni képviselők száma | Listás mandátumok száma | száma           | százalék        |
| ----------- | ----------------------- | ----------------------- | --------------- | --------------- |
| Fidesz-KDNP | 173                     | 90                      | 263             | 68,13           |
| MSZP        | 2                       | 57                      | 59              | 15,28           |
| Jobbik      | 0                       | 47                      | 47              | 12,18           |
| LMP         | 0                       | 16                      | 16              | 4,15            |
| Független   | 1                       | –                       | 1               | 0,26            |
| Összesen    | 176                     | 210                     | 386             | 100             |

## Politikai következmények
A Fidesz-KDNP szövetség kétharmadosnál nagyobb többséget szerzett az új országgyűlésben, ami lehetővé tette, hogy önállóan is módosíthassák az alkotmányt. A választás után a szövetség miniszterelnök-jelöltje, Orbán Viktor alakított kormányt.
Az első forduló kudarca után lemondott Dávid Ibolya, az MDF, a második forduló után pedig Lendvai Ildikó, az MSZP elnöke. Bejelentették, hogy a párt következő kongresszusán lemond a szocialisták teljes elnöksége.
A választás után hamarosan összeomlott és megszűnt a rendszerváltás két legerősebb pártja, a demokrácia első húsz évében folyamatosan parlamenti képviselőket adó MDF és SZDSZ.

## Lásd még
- Jelenkori magyarországi országgyűlési választások
- 2010–2014 közötti magyar országgyűlési képviselők listája
- Második Orbán-kormány